# Hoyosia codeti
Hoyosia codeti is een vlinder uit de familie van de slakrupsvlinders (Limacodidae). De wetenschappelijke naam is werd gepubliceerd in 1883 door Oberthur.
De soort komt voor in Europa.